# 双层笋螺
双层笋螺（学名：Duplicaria duplicata），是新腹足目笋螺科栉笋螺属的一种。主要分布于中国大陆、新加坡、马来西亚、印度尼西亚、台湾，常栖息在浅海砂底。